# Kivijärvi (sjö i Finland, Lappland, lat 67,45, long 24,47)
Kivijärvi är en sjö i Finland. Den ligger i kommunen Kittilä i landskapet Lappland, i den norra delen av landet, 800 km norr om huvudstaden Helsingfors. Kivijärvi ligger 196,7 meter över havet. Den är 2,1 meter djup. Arean är 78 hektar och strandlinjen är 5,96 kilometer lång. Sjön  ingår i Kemi älvs huvudavrinningsområde. 